# قائم (بمب)
بمب قائم گونه‌ای از بمب‌های هدایت شونده مینیاتوری است که برای استفاده در پهپادهای رزمی بکار می‌رود. این بمب که می‌توان آن را توسعه یافته خانواده بمب‌های سدید دانست در ۱۶ بهمن ۱۳۹۶ و همزمان با افتتاح خط تولید پهپاد مهاجر ۶ رونمایی شد. قائم به دو نوع سرجنگی اپتیکی و حرارتی مجهز است و در حال حاضر بر روی پهپادهای مهاجر ۶، شاهد ۱۲۹ و کمان ۱۲ نصب می‌شود، اما توانایی نصب و پرتاب از انواع بالگردها و جنگنده‌های سرنشین‌دار را نیز دارد. این بمب‌ها در سه نوع قائم ۱، قائم ۵ و قائم ۹ توسعه یافته است که نوع اول با وزن کمتر مخصوص پهپادهایی با ابعاد کوچک و توان کم حمل مهمات مانند ابابیل می‌شود. نوع دوم با سرجنگی بزرگ‌تر برای پهپادهای سنگین‌تر مهاجر و شاهد آماده شده و در نهایت نوع سوم برای پرتاب از جنگنده‌های سرنشین‌دار به کار می‌رود.
سپاه پاسداران انقلاب اسلامی در تیر ۱۳۹۸ در عملیات رزمی در کردستان عراق را با استفاده از بمب‌های قائم که با پهپادهای مهاجر ۶ حمل می‌گردید مورد حمله قرار داد.